# 加州大学圣巴巴拉分校校史
加州大学圣巴巴拉分校历史可以追溯到1866年。2011年，该校举办了145周年校庆。学校随着历史进程不断发展，并于1944年并入加州大学系统。